# Привольное (Омская область)
Привольное — деревня в Черлакском районе Омской области России. Входит в состав Солянского сельского поселения. Население 335 чел. (2010) .

## История
Отделение № 2 совхоза «Коммунист» было переименовано в деревню Привольное.
В соответствии с Законом Омской области от 30 июля 2004 года № 548-ОЗ «О границах и статусе муниципальных образований Омской области» деревня вошла в состав образованного муниципального образования «Солянское сельское поселение».

## География
Привольное находится на юге-востоке региона, в пределах Курумбельской степи, являющейся частью Чебаклы-Суминской впадины, примерно в 1,5 км. от Золотухино (Южно-Подольское сельское поселение)
Абсолютная высота — 110 м. над уровнем моря.

## Население
| 2010 |
| ---- |
| 335  |

Гендерный состав
По данным Всероссийской переписи населения 2010 года в гендерной структуре населения из 335 человек мужчин — 159, женщин — 176	(47,5 и 52,5 % соответственно)
Национальный состав
Согласно результатам переписи 2002 года, в национальной структуре населения русские составляли 70 % от общей численности населения в 394 чел..

## Инфраструктура
Развитое сельское хозяйство (совхоз «Коммунист»). Личное подсобное хозяйство.

## Транспорт
Автодорога «Привольное — Северное» (идентификационный номер 52 ОП МЗ Н-580) длиной 12,74 км..